# Kerrang!
Kerrang! es una revista inglesa dedicada especialmente a la música rock, rock alternativo, punk y metal publicada en Hamburgo basada en Bauer Media Group. Fue publicada el 6 de junio de 1981 como un suplemento de la revista Sounds. Nombrada por una palabra onomatopeya que deriva del sonido hecho cuando una guitarra eléctrica toca un power chord o acorde de potencia, Kerrang! era inicialmente devota a la Nueva ola del heavy metal británico y de los actos hard rock que surgían. A principios de los años 2000s se convirtió en la revista británica de música más vendida.

## Historia
Kerrang! comenzó publicando el 6 de junio de 1981 y fue editada por Geoff Barton, inicialmente como un suplemento para la revista Sounds, la cual se enfoca en el fenómeno Nueva ola del heavy metal británico y los actos de hard rock que surgieron. Angus Young de AC/DC apareció en la primera portada de Kerrang!, Lanzada como una revista mensual, Kerrang! empezó a aparecer cada dos semanas después y en 1987 se volvió semanal. El dueño original era United Newspapers, quienes lo vendieron a EMAP en 1991.
Durante los años 1980s y principios de 1990s, la revista colocó muchas bandas de thrash y glam metal en la portada (como Mötley Crüe, Slayer, Bon Jovi, Metallica, Poison y Venom) pero después los descartó cuando las bandas del grunge como Nirvana tuvieron fama. Los lectores criticaban frecuentemente la revista por repetir este proceso cada vez que una nueva tendencia musical se volvía popular.
La popularidad de Kerrang! volvió con la contratación del editor Paul Rees cerca del 2000 cuando el género del nu metal, constando de bandas como Limp Bizkit y Slipknot, se volvía más popular. Rees continuó editando la revista Q y Ashley Bird se convirtió en editora de 2003 a 2005. Sin embargo, las ventas de la revista disminuyeron rápidamente en el 2003 y Paul Brannigan se hizo cargo como editor en mayo de 2005.
El término "thrash metal" fue referido por primera vez en la prensa musical por el periodista de Kerrang Malcolm Dome cuando hacía una referencia a una canción de Anthrax "Metal Thrashing Mad" en la revista número 62, página 8 publicada el 23 de febrero de 1984. A raíz de esto, James Hetfield de Metallica dijo que su sonido era power metal.
Con la llegada del emo y metalcore, Kerrang! empezó a mostrar esta tendencia musical. Sin embargo, esta modernización no fue bien recibida por los lectores y muchas quejas llegaron sobre el repentino énfasis de Kerrang!' en la música emo y metalcore. Brannigan llevó a la revista a su periodo más comercial con un récord de 80,186 copias.
En 2008, EMAP vendió la revista a su actual dueño, Bauer Media Group. Brannigan dejó Kerrang! en 2009 y Nichola Browne se convirtió en editora. Ella después se salió en abril de 2011. El inicial editor de NME y GamesMaster James McMahon fue seleccionado como editor el 6 de junio de 2011.

## Página Web
La página Web de 'Kerrang!' , www.kerrang.com, fue lanzada el verano de 2001 por Dan Silver. La compañía EMAP, empresa matriz de Kerrang! adquirió el dominio de un cybersquatter noruego por el nombre de Steingram Stegane por una suma de £666.
La página de Kerrang! se usa para encontrar más información de la revista y también la información más actualizada de bandas y eventos próximos. La página es sede de la tienda en línea de Kerrang!', pódcast, espacio para mensajes, segmentos de TV y radio asegurando más oportunidades de vender mercancías asociadas y productos. En 2001, Kerrang! lanzó su propio foro en línea con la sección "rants and raves" (vociferar y rugir) ocupando la mayor parte del tráfico. Aunque inicialmente extremadamente popular, el número de usuarios empezó a disminuir en el 2005 con un número de personas bajando a 10 cuando anteriormente estaban cerca de 100.
De acuerdo con Alexa www.kerrang.com genera 60,000 visitas de página por mes y esta clasificada globalmente como 66,798º.

## Premios Kerrang!
Desde 1993, la revista ha ofrecido una ceremonia de premios anual para conmemorar las bandas más exitosas en los intereses de los lectores. Los premios se convirtieron en uno de los más reconocidos eventos británicos por el ahora extinto Guinness Book of British Hit Singles & Albums, los cuales mostraban algunos de los ganadores de los premios del año previo. El evento es presentado por celebridades musicales mayores, con muchos otros fuera de la industria que atendían el evento.

## Radio Kerrang!
En el 2000, EMAP lanzó Kerrang! como una estación de radio digital, por Inglaterra. Esta era principalmente una estación 'jukebox', tocando una secuencia back-to-back de rock y música alternativa. El 10 de junio de 2004, Kerrang! 105.2 fue lanzada como una estación regional de radio en Birmingham con una campaña de publicidad por la agencia creativa de Londres ODD. La radio tuvo varios programas especializados dedicados a los menos subgéneros del rock. La radio incluía entrevistas con los que afectaban la cultura popular y la sociedad así como los involucrados en la música. Dejó de transmitirse en FM el 14 de junio de 2013 y se convirtió otra vez en una estación digital, con oyentes capaces de escucharlos en DAB o en la aplicación de Radio de Kerrang!. Con este cambio en la transmisión, ocurrió un cambio en el lugar de las ooficinas de Radio de Kerrang! cambiando de Birmingham a Londres. Planet Rock esta ahora transmitiendo en su frecuencia FM.

## Televisión Kerrang!
En 2001 EMAP lanzó Kerrang! TV. Así como con la estación de radio, el canal de televisión cubría el lado más común del rock así como de bandas del classic rock como Aerosmith y AC/DC, y bandas clásicas del heavy metal como Guns N' Roses y Metallica. Kerrang TV es ahora una empresa conjunta entre Bauer Media Group y Channel 4.

## Gira Kerrang!
Kerrang! ofrece a lo largo de enero una gira de conciertos de rock por Inglaterra. La gira ha tenido bandas como Bullet for My Valentine, Good Charlotte, Sum 41 y Coheed and Cambria, entre otros.
Aunque la Gira de 2012 (Kerrang! Relentless Energy Tour) contaba con Sum 41, New Found Glory, letlive. y While She Sleeps, desafortunadamente Sum 41 tuvo que descartar su participación debido a una lesión en la espalda de su vocalista. Fueron reemplazados inmediatamente por The Blackout.

## La lista de rock oficial de Kerrang!
En marzo de 2012, Kerrang anunció una nueva lista de rock para Inglaterra que se basaba en el tiempo al aire en la Radio de Kerrang, Kerrang TV y las ventas que figuraban de la lista oficial (Official Charts Company). Las listas son anunciadas las mañanas de los sábados y muestran 20 canciones. La última lista puede verse en Kerrang! cada sábado al mediodía.

## Ediciones Internacionales
Emap lanzó Kerrang! Australia a finales de 1990s. A diferencia de su contraparte semanal en Inglaterra, la edición australiana era publicada mensualmente debido a la competencia de publicaciones musicales locales. Kerrang! también se publica en español y alemán.